# اوا سامکووا
اوا سامکووا (انگلیسی: Eva Samková؛ زادهٔ ۲۸ آوریل ۱۹۹۳) ورزشکار اسنوبردسواری اهل جمهوری چک بود.
وی در مسابقات کشوری و بین‌المللی در مجموع برندهٔ ۳ مدال طلا، ۲ مدال نقره، ۱ مدال برنز شده‌است.